# Evert Willem Beth
Evert Willem Beth (Almelo, 7 luglio 1908 – Amsterdam, 12 aprile 1964) è stato un matematico olandese.

## Biografia
Beth nacque ad Almelo, nei Paesi Bassi, e studiò matematica e fisica presso l'Università di Utrecht. Nel 1935, conseguì un Dottorato di Ricerca in filosofia. Nel 1946 divenne docente di logica e fondamenti della matematica presso l'Università di Amsterdam e ricoprì questo ruolo fino all'anno della sua morte, salvo due brevi interruzioni, una nel 1951, anno in cui fu assistente di ricerca di Alfred Tarski e un'altra nel 1957, anno in cui fu visiting professor alla Johns Hopkins University. La sua fu la prima cattedra di logica e fondamenti della matematica nel suo paese e collaborò attivamente con la comunità scientifica internazionale a fare della logica una disciplina accademica. Conobbe Jean Piaget, col quale collaborò, contribuendo significativamente alle ricerche sullo sviluppo cognitivo. Nel 1950 contribuì alla fondazione della Commission Internationale pour l’Étude et l’Amélioration de l’Enseignement des Mathématiques (CIEAEM), con Choquet, Dieudonné, Lichnerowicz, Gattegno e Piaget. I sei studiosi, insieme, furono autori dell'opera L’enseignement des mathématiques. Dal 1952 al 1954, Beth fu anche membro del Central Committee della International Commission on the Teaching of Mathematics (ICMI). A partire dal 1952, diresse l’Istituto per le indagini sui fondamenti e la filosofia delle scienze esatte, presso l’università di Amsterdam. 
Il 16 maggio del 1953 divenne membro della Accademia reale delle arti e delle scienze dei Paesi Bassi, in acronimo KNAW. L'Università di Gant gli conferì un dottorato honoris causa nel 1964. Morì il 12 aprile 1964.

## Pensiero scientifico

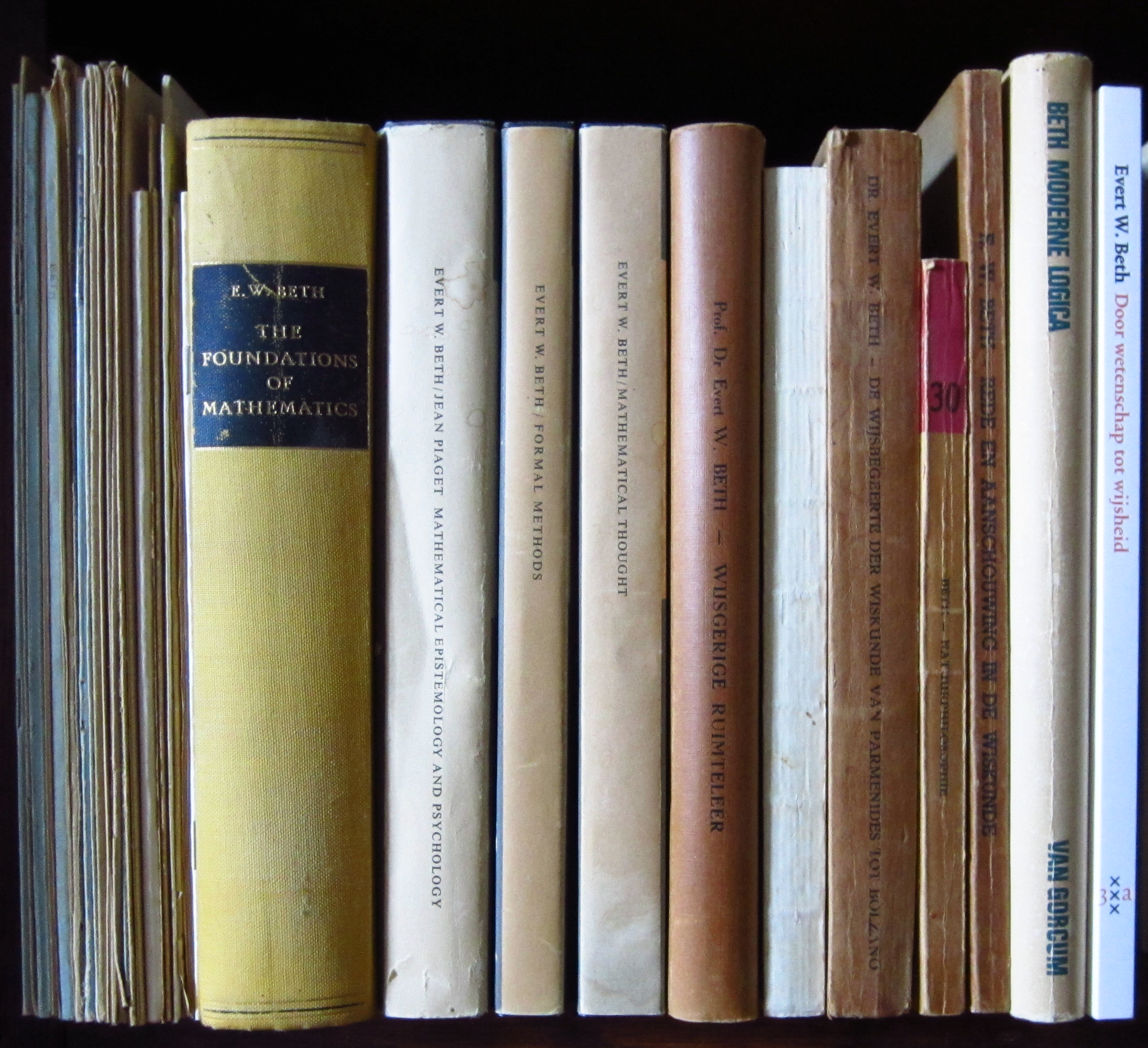
Opere di Evert Willem Beth

Uno dei nomi più importanti della filosofia della scienza olandese, il suo pensiero si articolò in quattro diverse fasi
. All'inizio, cercò di pervenire ad una sintesi tra il neokantismo della Scuola di Marburgo e i risultati della ricerca sui fondamenti della matematica condotta dal Circolo di Vienna. Poi, rifiutando il concetto della filosofia come Weltanschauung, giunse ad una filosofia dell'oggettività scientifica. Successivamente, dedicatosi a studi storici, assunse un atteggiamento critico nei confronti della filosofia e della teoria della conoscenza tradizionale. Infine, intraprese nuovi studi nel settore della logica matematica, della semantica e della filosofia della scienza.
Ha dato importanti contributi nel campo della teoria della logica con il metodo dei tableaux semantici,  ovvero un procedimento sistematico ideato per la confutazione delle proposizioni, e identifica il concetto di verità logica con quello di proposizione inconfutabile.
A lui si deve una caratterizzazione propriamente semantica della logica intuizionista (modelli di Beth) e un teorema, il teorema Beth-Padoa, che riguarda la teoria della definizione, in base al quale ogni concetto implicitamente definibile ammette, in ogni caso, anche una definizione esplicita.

## Opere
- De wijsbegeerte der wiskunde van Parmenides tot Bolzano, Antwerpen, Dekker & van de Vegt, 1944
- Geschiedenes der logica, N.V. Servire, The Hague, 1944
- Les fondements logiques des mathématiques, Gauthier-Villars, Paris, 1950
- Critical epochs in the development of the theory of Science in The British Journal for the Philosophy of Science 1, 1, 27, 1950
- Remarks on natural deduction, in Indagationes Mathematicae 17, 1955, p.

322–325
- L'existence en mathématique Gauthier-Villars, Paris, 1956
- L’enseignement des mathématiques con J. Piaget, Dieudonné,  A. Lichnerowicz, G. Choquet and C. Gattegno, Delachaux and Niestlé, Neuchatel and Paris, 1955
- La crise de la raison et la logique , Gauthier-Villars, Paris, 1956
- Epistémologie génétique et recherche psychologique, con W. Mays e J. Piaget, Paris, Presses Universitaires de France, 1957
- The foundations of mathematics, Harper&Row Publishers, New York, 1959
- Epistémologie mathematique et psychologie, con J. Piaget, Paris, Presses Universitaires de France,  1961

- Formal methods. An introduction to symbolic logic and to the study of effective operations in arithmetic and logic, Dordrecht, Reidel,  1962